# A Way Out
A Way Out es un videojuego de acción-aventura desarrollado por Hazelight Studios y distribuido por Electronic Arts. Es el segundo videojuego dirigido por Josef Fares, después de Brothers: A Tale of Two Sons. Fue anunciado en el E3 2017, y solo se puede jugar en línea o local en cooperativo a pantalla partida entre dos jugadores, sin posibilidad de jugarlo solo. Fue lanzado el 23 de marzo de 2018 para PlayStation 4, Xbox One y Microsoft Windows.

## Jugabilidad
A Way Out es un videojuego de acción-aventura jugado desde la perspectiva de tercera persona. Está diseñado para ser jugado en cooperativo a pantalla partida, lo que significa que debe ser jugado con otro jugador tanto en línea como local. En el juego, los jugadores controlan a Leo y Vincent, dos convictos que escapan de prisión y deben evitar a las autoridades. Sus historias se desarrollan de forma individual, y deberán trabajar juntos para sobrevivir.
Los jugadores tienen la posibilidad de invitar a otro jugador, y este puede descargar la prueba gratuita del juego y así poder jugar gratis mientras el otro jugador esté conectado.

## Desarrollo
El videojuego fue desarrollado por Hazelight Studios, un pequeño grupo de desarrolladores en Suecia dirigido por Josef Fares. La producción del videojuego se anunció en 2014 junto con la presentación de Hazelight. Fue desarrollado empleando mecánicas de captura de movimiento para hacerlo ver más real. Para centrarse en la dirección del videojuego, Fares, quien también es director de cine, canceló el rodaje de una película.

## Recepción

### Crítica
A Way Out fue recibido con críticas generalmente positivas por parte de los analistas de videojuegos.
El periodista Álvaro Castellano de la página 3DJuegos, comenta que «A Way Out es toda una alegría para quienes buscan algo diferente en el mundillo de los videojuegos, especialmente para los que buscan una experiencia que solo se puede disfrutar en cooperativo y que saca lo mejor del juego acompañado. El creador de Brothers: A Tale of Two Sons vuelve a sorprendernos con otra historia muy personal en la que lo que de verdad importa es eso, lo que se nos cuenta. Por el camino hay una jugabilidad no demasiado profunda, pero sí muy variada y perfectamente capaz de mantener nuestro interés durante las seis horas que nos llevará superarlo".
Sam Loveridge del portal GamesRadar opina que «A Way Out supera a los juegos cooperativos de una manera como nunca antes se había hecho, reuniendo a los jugadores para crear una historia bellamente contada que todos deben experimentar».
Colin Campbell de Polygon, destaca que «la capacidad de pasar tiempo con los personajes, y con mi compañero de jugador, es la mayor fortaleza de A Way Out, incluso si los detalles a veces carecen de dinamismo. A Way Out tiene muchas fallas, pero la falta de corazón no es una de ellas. Ver que el corazón se traduce en una experiencia de juego cooperativa hace que el viaje valga la pena».
Juan Rubio del sitio web Vandal, asegura que «el juego es una sorpresa constante, una experiencia variada con un ritmo acertadísimo y momentos para el recuerdo. Además, el concepto es muy original y la ejecución es excelente, y el poder jugarlo tanto online como offline con una única copia es la guinda del pastel».

### Ventas
En abril de 2018, Hazelight Studios anunció a través de su cuenta de Twitter que A Way Out había logrado vender más de un millón de copias.